# Denis Carayannis
Denis Carayannis (* 5. Mai 1918 auf Rhodos; † nach 1975) war ein griechischer Diplomat.

## Biographische Daten
1947 trat er in den auswärtigen Dienst.
Von 1947 bis 1951 wurde er im Außenministerium in Athen beschäftigt.
Von 1951 bis 1952 war er Konsul in Chicago.
1952 war er Konsul in New York City. 
Von 1952 bis 1958 wurde er im Außenministerium om Athen beschäftigt.
Von 1962 bis 1964 war er Generalkonsul in Paris.
Von 1964 bis 1970 leitete er im Außenministerium die Abteilung für politische Angelegenheiten für den Nahen Osten und Afrika.
Von 1964 bis 1965, 1968 und 1974 war er Delegierter bei der Generalversammlung der Vereinten Nationen.
Von 1971 bis 1973 war er Botschafter Griechenlands in Albanien. In dieser Zeit nahmen, im Fahrwasser des Richard Nixons Besuch in China 1972, viele westliche Regierungen diplomatische Beziehungen mit der Volksrepublik China auf. Für die Griechische Militärdiktatur unterzeichnete Denis Carayannis in Tirana eine entsprechenden Gemeinsame Erklärung.
Von 27. Juli 1974  bis 1975 war er Standiger Vertreter der Griechischen Regierung nächst dem UNO-Hauptquartier.
Vom 8. und 10. September 1975 war er zu Gesprächen nach Istanbul entsandt.
1951 heiratete er Hari K Veniselos.